# Saint-Just (Puy-de-Dôme)
Saint-Just is een gemeente in het Franse departement Puy-de-Dôme (regio Auvergne-Rhône-Alpes) en telt 150 inwoners (2005). De plaats maakt deel uit van het arrondissement Ambert.

## Geografie
De oppervlakte van Saint-Just bedraagt 19,1 km², de bevolkingsdichtheid is 7,9 inwoners per km².
De onderstaande kaart toont de ligging van Saint-Just (Puy-de-Dôme) met de belangrijkste infrastructuur en aangrenzende gemeenten.

## Demografie
Onderstaande figuur toont het verloop van het inwonertal (bron: INSEE-tellingen).